# Румен Кереков
Румен Стефанов Кереков е български футболист, атакуващ полузащитник, състезател на ФК Сливнишки герой (Сливница).

## Кратка спортна биография
Роден е на 29 януари 1988 година в София.
Започва да играе футбол като дете в несъществуващия вече клуб Средец (София). Започва да играе за третодивизионния малтийският клуб Киркоп, в който играе от 2010 до 2012 година. През 2012 година подписва договор с втородивизионния тим Сейнт Андрюс, където престоява до 2013 година. През 2013 се завръща в България, където заиграва в тима на ПФК Несебър (Несебър). От лятото на 2014 година става част от тима на ФК Сливнишки герой (Сливница), с който дебютира на 17 август 2014 година, при победата на отбора като гост над ФК Балкан (Варвара) в ЮЗ В футболна група, отбелязвайки третото попадение за сливничани.
На 8 септември 2014 година получава повиквателна за Аматьорския национален отбор на България.